# حنا (رودبار جنوب)
حنا، روستایی در دهستان نهضت‌آباد بخش هلیل دشت شهرستان رودبار جنوب در استان کرمان ایران است. این روستا، مرکز بخش هلیل دشت است.

## جمعیت
بر پایه سرشماری عمومی نفوس و مسکن در سال ۱۳۹۵، جمعیت این روستا برابر با ۹۶۹ نفر (۲۴۷ خانوار) بوده است.